# JQuery Mobile
jQuery Mobile es un framework de desarrollo web que se utiliza para crear aplicaciones móviles y sitios web optimizados para dispositivos táctiles. Lanzado en 2010 como parte de la biblioteca jQuery, jQuery Mobile proporciona una serie de herramientas y componentes que facilitan la creación de interfaces de usuario responsivas y adaptables.

### Historia
jQuery Mobile fue desarrollado por el equipo detrás de jQuery con el objetivo de ofrecer una solución unificada para el desarrollo de aplicaciones móviles. Desde su lanzamiento, se convirtió en una de las opciones más populares para los desarrolladores que buscaban crear aplicaciones web móviles de manera eficiente.
A lo largo de los años, jQuery Mobile ha sido utilizado en una variedad de aplicaciones y sitios web, gracias a su enfoque en la simplicidad y la facilidad de uso. Sin embargo, en octubre de 2021, los mantenedores de jQuery anunciaron la descontinuación de jQuery Mobile como parte de una iniciativa de modernización. Esta decisión se debió a la evolución del desarrollo web y la creciente popularidad de frameworks alternativos como React, Angular y Vue.js, que ofrecen enfoques más modernos y eficientes para la creación de aplicaciones web.

### Características
jQuery Mobile se destacó por varias características clave:
- Interfaz de usuario responsiva: Permite a los desarrolladores crear aplicaciones que se adaptan a diferentes tamaños de pantalla y dispositivos, asegurando una experiencia de usuario fluida. jQuery Mobile proveía un framework potente de “tematización” que permitía a los desarrolladores personalizar los esquemas de color y determinados aspectos de la Interfaz de Usuario controlados por CSS, usando la aplicación de jQuery Mobile ThemeRoller para personalizar estos aspectos y crear una amplia gama de experiencias. Tras desarrollar un tema con ThemeRoller, el desarrollador podía descargar su CSS personalizado y emplearlo directamente en su proyecto.

- Componentes predefinidos: Ofrece una variedad de widgets y componentes listos para usar, como botones, listas, formularios y paneles, que facilitan la construcción de interfaces atractivas.

- Soporte para múltiples plataformas: jQuery Mobile es compatible con una amplia gama de navegadores y dispositivos, lo que permite a los desarrolladores llegar a una audiencia más amplia. Era compatible con otros frameworks móviles y plataformas como PhoneGap y Worklight entre otros

- Facilidad de integración: Se puede integrar fácilmente con otras bibliotecas y frameworks, lo que permite a los desarrolladores aprovechar las herramientas que ya están utilizando.

### Descontinuación
A medida que la tecnología web ha avanzado, la necesidad de jQuery Mobile ha disminuido. En su anuncio de descontinuación, los mantenedores de jQuery enfatizaron que, aunque jQuery Mobile había sido una herramienta valiosa, era hora de que los desarrolladores se movieran hacia soluciones más modernas que se alineen mejor con las tendencias actuales en el desarrollo web. La comunidad de jQuery ha sido alentada a explorar alternativas más recientes que ofrezcan mejores capacidades y rendimiento.
jQuery Mobile fue un importante framework en el desarrollo de aplicaciones web móviles, al lado de otras soluciones desarrolladas por la misma OpenJS Foundation como: jQuery UI, Sizzle, y QUnit; proporcionando herramientas y componentes que facilitaron la creación de interfaces responsivas. Sin embargo, con su descontinuación, los desarrolladores ahora tienen la oportunidad de adoptar enfoques más modernos y eficientes en el desarrollo de aplicaciones web, reflejando la evolución constante del panorama tecnológico.